# Linda Thompson (piosenkarka)
Linda Thompson (ur. 23 sierpnia 1947 roku) – brytyjska piosenkarka, była żona Richarda Thompsona, z którym tworzyła duet Richard and Linda Thompson.

## Dyskografia
Richard and Linda Thompson
- I Want to See the Bright Lights Tonight (1974)
- Hokey Pokey (1975)
- Pour Down Like Silver (1975)
- First Light (1978)
- Sunnyvista (1979)
- Shoot Out the Lights (1982)

Richard and Linda Thompson (live)
- In Concert 1975 (wydany w 2007)

Albumy solowe
- One Clear Moment (1985)
- Dreams Fly Away (1996)
- Give Me a Sad Song (2001)
- Fashionably Late (2002)
- Versatile Heart (2007)

Single – Richard and Linda Thompson
- "I Want to See the Bright Lights Tonight" / "When I Get to the Border" (1974)
- "Hokey Pokey" / "I'll Regret It in the Morning" (1975)
- "Don't Let a Thief Steal Into Your Heart" (1978)
- "Georgie on the Spree" / "Civilisation" (1979)